# Вільгельм Антруп
Вільгельм «Віллі» Антруп (нім. Wilhelm "Willy" Antrup; 1 лютого 1910, Текленбург — 24 листопада 1984, Нойбіберг) —— німецький льотчик-ас бомбардувальної авіації, оберстлейтенант люфтваффе вермахту, бригадний генерал люфтваффе бундесверу. Кавалер Лицарського хреста Залізного хреста з дубовим листям.

## Біографія
Закінчив Німецьку школу повітряних сполучень (1935). В 1935 році вступив в люфтваффе. У складі легіону «Кондор» брав участь в Громадянській війні в Іспанії, пілот кур'єрського літака. З вересня 1939 року — офіцер з технічного забезпечення штабу 55-ї бомбардувальної ескадри. Учасник Польської і Французької кампаній, а також битви за Британію. З 27 жовтня 1940 року — командир 5-ї ескадрильї своєї ескадри. Учасник Німецько-радянської війни. З 6 травня 1943 року — командир 3-ї групи 55-ї бомбардувальної ескадри. З 8 серпня 1943 року — командир 55-ї бомбардувальної ескадри. Учасник боїв в Україні та Південній Росії. В ніч на 22 червня 1944 року льотчики ескадри на чолі з Антрупом здійснили наліт на радянські аеродроми в Полтаві і знищили 47 американських В-17, пошкодили 29 В-17, 2 С-47 та 1 Р-51 (при цьому 55-а ескадра не втратила жодного літака). 21 листопада 1944 року здав командування ескадрою. В 1956 році вступив на службу у ВПС ФРН. 31 березня 1968 року вийшов у відставку.

## Нагороди
- Медаль «За вислугу років у Вермахті» 4-го класу (4 роки)
- Нагрудний знак пілота
- Залізний хрест 2-го і 1-го класу
- Авіаційна планка бомбардувальника в золоті з підвіскою «500»
- Німецький хрест в золоті (2 січня 1942)
- Лицарський хрест Залізного хреста з дубовим листям
  - лицарський хрест (13 листопада 1942) — за 300 бойових вильотів.
  - дубове листя (№655; 18 листопада 1944) — за 500 бойових вильотів.